# 良 (游氏)
游良（?—?），姬姓，游氏，名良，郑国的卿游眅之子。
前551年十二月，游眅夺人之妻，被其丈夫所杀死。郑国当国子展废掉了游良而立了游眅的弟弟游吉为游氏宗主，子展说：“国卿，是君主的副手，百姓的主人，不能随便。请舍弃游眅这类人。”子展又派人找到杀死游眅的人，让他回到乡里，还让游氏的族人不要怨恨他，子展说：“不要宣扬罪恶”。